# Питон (дијадох)
Питон (око 355—314. п. н. е.) је био македонски војсковођа, телохранитељ Александра Македонскога, сатрап Медије и један од дијадоха. Један је од главних завереника, који су убили регента Пердику због неуспешнога похода на Египат у Првом рату дијадоха. Војска је тада Питона и Аридеја прогласила регентима. Дао је оставку на фунцију на конференцији у Трипарадису 321/0. пре н. е, када је Антипатар именован за регента. Ратовао је са околним сатрапима, настојећи да их апсорбује. Удружио се са Селеуком Никатором и Антигоном Једнооким и борио се против Еумена и сатрапа горњих сатрапија. У Антигоновој војсци имао је истакнуту улогу. Након Еуменове смрти Питон је планирао да се побуни против Антигона, али Антигон га је предухитрио, лукаво намамио и погубио.

## У Александровој војсци
Његов отац је био Кратеј, племић из Еордаје на западу Македоније. Узео је учешћа у ратовима Александра Македонскога. По први пута се помиње као заповедник триреме (тријерарх) 326. п. н. е. приликом Александрова похода у Индији на реци Хидасп. Питон је већ дотада био Александров телохранитељ (самофилакта). Као и остали телохранитељи добио је у Сузи од Александра златну круну.

## Питање Александровога наслеђа
Када је Александар Велики нагло умро у Вавилону поставило се питање ко ће даље владати огромним Александровим царством. Према Вавилонској подели Пердика је постао регент, пошто је Александров полубрат Филип III Аридеј био ментално неспособан да влада. Филип III Аридеј је проглашен краљем. Питон је постао сатрап Медије, која је имала стратешки положај јер је контролисала путеве између истока и запада. Атропату је додељен северни део Медије познат као Медија Атропатена.

## Гуши побуну Грка у горњим сатрапијама
Једна од првих криза била је побуна Грка у горњим сатрапијама. Грци који су насељени у удаљене делове Александрове државе били су незадовољни због тога што се нису могли вратити у Грчку. Трпели су такво стање ствари док је Александар Македонски био жив. Када је он умро 323. п. н. е. они су се дигли на устанак. Сакупили су 20.000 војника и 3.000 коњаника.
Регент Пердика је послао Питона да угуши устанак. Дао му је одабрану војску од 3.000 пешака и 800 коњаника. Пердика је наредио Питону да побије устанике након што их покори и да онда даде војсци да слободно пљачка. Међутим Питон није располагао са великом војном силом, а имао је и другачије планове. Планирао је да придобије устанике, да тиме увећа своју моћ и у горњим сатрапијама. Питон је на устанике кренуо са још војске коју је добио од сатрапа. Подмитио је једнога од устаничких заповедника. Када је дошло до битке подмићени се повукао из битке са 3.000 устаника. Осталима је изгледало да беже, па су се збунили и побегли.

## Војска није послушала Питона, него је побила устанике
Македонци су позвали устанике да се предају и положили су заклетву да их неће погубити. Питонови подређени су се сетили Пердикинога наређења. Одговарало им је да опљачкају устанике, па су их побили и попљачкали. Након тога Питон се вратио Пердики.

## Буни се против Пердике због пораза у египатском походу
Учествовао је у египатском походу, који је Пердика 321/320. п. н. е. повео против Птолемеја Сотера за време Првога рата дијадоха. Антипатер, Кратер, Антигон и Птолемеј Сотер склопили су савез против Пердике и Еумена. Пердика је одлучио да најпре крене у Египат да победи Птолемеја, па да се онда обрачуна са осталима. Пердика је након неуспешне опсаде Камиље тврђаве у Делти Нила кренуо према Мемфису, крај кога се налазило једно острво на Нилу. Приликом повлачења са тога острва око 2.000 војника се подавило или страдало од животиња из Нила. Против Пердике се због тога најпре побунило око сто официра, а међу њима је био најпознатији Питон. Од осталих познатих завереника били су ту Селеук Никатор и Антиген. Убили су Пердику 321/320. п. н. е. и помирили су се са Птолемејем.
Александрово царство је у том тренутку остало без регента. Пердикини војници понудили су Птолемеју статус регента, али он је то одбио и предложио је да Питон и Аридеј постану регенти. Војска је прихватила тај предлог.

## Подела у Трипарадису 321/320. пре нове ере
Током 321/320. п. н. е. сазвана је конференција у Трипарадису у долини Оронта у Сирији. Краљица Еуридика, супруга Филипа III Аридеја почела се мешати у државне послове, а била је против нових регената. На скупштини у Трипарадису Питон и Аридеј вратили су регентска овлаштења. Антипатар је био изабран за новога регента. Тада је извршена нова подела сатрапија и Питон је поново био сатрап Медије. Антигон Једнооки је именован за сатрапа Азије и наређено му је да ратује са Еуменом.

## Питон против околних сатрапа
Након Антипатрове смрти 319. п. н. е. био је најпре одређен за сатрапа Медије. Еумен је молио Селеука и Питона да се прикључе његовој борби против Антигона Монофталмоса. Селеук Никатор је тада рекао да ће слушати краљеве, али да неће да слуша Еумена. Ипак Селеук и Питон нису нападали Еуменову војску, него су наговарали његове војнике да га не слушају, а ометали су им и кретање према Сузи. Обавестили су и Антигона да прети опасност да Еумену стигну сатрапи са војском. Питон је узео титулу сатрапа горњих сатрапија и истерао је 318. п. н. е. сатрапа Партије и на то место поставио свога брата Еудама. Сви околни сатрапи су са због тога удружили и истерали су Питона и Еудама из Партије. Питон је звао Селеука да му помогне.

## Питон и Селеук се удружују са Антигоном против Еумена
Сатрапи горњих сатрапија су скупили војску на једном месту и удружили се са Еуменом. Заповедништво удружене сатрапске војске преузео је Пеукест, сатрап Персије. Удружена војска горњих сатрапија имала је 18.700 пешака и 4.600 коњаника. Еумен је у Сузи добио велику количину новца из царске ризнице, па је исплатио плате за шест месеци.
Антигон Једнооки се у Вавилонији договарао о сарадњи са Питоном и Селеуком Никатором. Антигон је од њих двојице добио војску и заједно су кренули преко Тигра. Антигон је са својом војском дошао до Сузе, али ризница се налазила у тврђави, коју није могао да освоји. Еумен је спречио Антигонову војску да пређе реку Копрат.[30] Антигон је одлучио да крене према Ектабани у Медији и да одатле покуша да уз помоћ Питона и Селеука освоји горње сатрапије. Један од путева према Ектабани био је дугачак, а други краћи водио је кроз планинску област горштака Косејаца. Питон је саветовао да Косејцима плате да би неометано прешли. Антигон га није послушао, па је изгубио много војске у земљи Косејаца. Пре битке код Паратакене Антигон је послао Питона да скупи што више коњаника, коња и товарних животиња. Питон се вратио са 2.000 коњаника и 1.000 коња и 500 таланата новца.

## Битка код Паратакене и код Габијене
У бици код Паратакене сукобиле су се војске Еумена и Антигона Монофталмоса. Антигон и његови савезници Питон и Селеук Никатор имали су 28.000 пешака, 8.500 коњаника и 65 слонова. Еуменова војска, у којој су били Сребрени штитови и Пеукестова војска горњих сатрапија имала је укупно 35.000 пешака, 6.100 коњаника и 114 слонова. Питон је командовао коњицом на левом Антигоновом крилу. Еуменово десно крило било је ојачано слоновима и имало је најбољу коњицу. То је био разлог због чега је Антигон поставио Питона са коњицом на лево крило. Питонови коњаницу су заобишли Еуменова крила и нападали су са стране наносећи велику штету слоновима. Еумен је због тога повукао лако наоружане коњанике са свога левога крила и напао је лако наоружаном војском и лаким коњаницима, за којима су ишли слонови. Питонова коњица морала је да се повуче. Након великих губитака победио је Еумен, највише захваљујући „сребреним штитовима“
Еуменови сребрени штитови су након Антигонова пораза кренули да гоне пораженога непријатеља. На тај начин отворила се Еуменова борбена линија, што је Антигон искористио. Антигон је са коњаницима пројахао кроз тај отвор и задао бочни ударац Еуменовом левом крилу. Захваљујући том маневру победио је Еуменову војску. Ипак у бици је погинуло много више Антигонових војника.
Питон је био веома важан у Антигоновој војсци и за време битке код Габијене, када су коначно победили Еумена.

## Смрт
Питон је почео да планира побуну против Антигона. Антигон је за то сазнао па је раширио вест да намерава да именује Питона стратегом горњих сатрапија. Питон је због тога био мање опрезан, па када га је Антигон позвао на састанак он је дошао. Антигон је Питона одмах затворио, осудио и погубио.